# 仙台市立寺岡小学校
仙台市立寺岡小学校（せんだいしりつ てらおかしょうがっこう）は、宮城県仙台市泉区寺岡二丁目にある公立小学校である。

## 概要
泉パークタウンの西側にある寺岡地区の人口増に伴い、寺岡地区に寺岡小学校が開校した。

## 沿革
- 1985年（昭和60年）
  - 4月1日 - 当時の泉市立高森小学校より分離して開校。
  - 11月27日 - 校歌制定発表会（作詞・作曲:さとう宗幸）を行い、この日（11月27日）を開校記念日と定めた。
- 1986年（昭和61年）5月 - 南校舎西側部分竣工。
- 1987年（昭和62年）3月 - 大空児童会の歌発表会開催。
- 1988年（昭和63年）3月1日 - 泉市の仙台市への合併により、仙台市立寺岡小学校と改称。
- 1991年（平成3年）6月 - ピロティタイル工事完成。
- 1993年（平成5年）
  - 3月 - あいさつ通り舗装工事完成。
  - 9月 - 観察池完成。
- 1994年（平成6年）11月 - 開校10年記念式典挙行。
- 1997年（平成9年）3月 - 体育倉庫完成。
- 1998年（平成10年）4月 - ことばの教室開設。
- 2002年（平成14年）4月 - 校内LAN整備完成。
- 2004年（平成16年）11月 - 開校20年記念式典挙行。
- 2010年（平成22年）11月 - 太陽光パネル設置工事完了。
- 2011年（平成23年）
  - 3月11日 - 14時46分頃に発生した東日本大震災により、体育館が被災。
  - 11月 - 寺岡小学校学校支援地域本部設置。
- 2012年（平成24年）9月 - この月から翌年1月まで、体育館復旧工事実施。
- 2015年（平成27年）
  - 6月 - 開校30周年記念航空写真撮影実施。
  - 10月 - 開校30周年を祝う会開催開催。
- 2020年（令和2年）1月 - エアコン設置工事開始。
- 2021年（令和3年）2月 - Chromebookを全児童数分配備。
- 2022年（令和4年）1月 - 寺岡小中学校コミュニティ・スクール発足。

## 通学区域
出典
- 朝日1丁目
- 朝日2丁目
- 寺岡1丁目
- 寺岡2丁目
- 寺岡3丁目
- 寺岡4丁目
- 寺岡5丁目
- 寺岡6丁目
- 紫山1丁目
- 紫山2丁目
- 紫山3丁目
- 紫山4丁目
- 紫山5丁目
- 大字根白石（字銅谷堤下、字銅谷的場、字銅谷明神下、字銅谷屋敷、字銅谷山の一部、字原田）

## 進学先中学校
出典
- 仙台市立寺岡中学校

## 出身者
- 佐々木匠（プロサッカー選手、ベガルタ仙台所属）

## 周辺
- 仙台市寺岡市民センター - 敷地が隣接。
- 仙台市立寺岡中学校 - 敷地が隣接。
- いわぶち歯科クリニック - 学校正門（校門）と仙台市道をはさんで、真向いに位置する。
- 仙台市立寺岡三丁目公園 - 仙台市道をはさんで、敷地が隣接。
  - 仙台市寺岡3・4丁目集会所 - 寺岡三丁目公園に隣接。
- 仙台市寺岡児童センター - 仙台市道をはさんで、敷地が隣接。
  - 寺岡児童遊園
- 仙台市寺岡老人憩の家 - 仙台市道をはさんで、敷地が隣接。
- 社会福祉法人幸生会寺岡すいせんこども園 - 仙台市道をはさんで、敷地が隣接。かつ、進学前こども園のひとつ。
- マツモトキヨシ寺岡店
- フードマーケットフジサキ泉寺岡店
- 学校法人菅原学園こどもの国幼稚園 - 進学前幼稚園のひとつ。

## アクセス
- 宮城交通泉パークタウン線で、
  - 「寺岡中学校前」停留所より、
    - 寺岡三丁目行・泉パークタウン車庫行のりばから、徒歩約225m・約4分。
    - 泉中央駅行のりばから、徒歩約235m・約4分。

  - 「寺岡五丁目」停留所より、
    - 泉パークタウン車庫行のりばから、徒歩約235m・約4分。
      - 泉パークタウン（泉〜寺岡）線は、「寺岡五丁目」停留所は非経由。

    - 泉中央駅行のりばから、 徒歩約195m・約3分。

  - なお、学校正門まで、泉中央駅行は「寺岡五丁目」停留所から、寺岡三丁目行・泉パークタウン車庫行は「寺岡中学校前」停留所から、それぞれ下車した方が近い。